# Epiphanios Scholastikos
Epiphanios Scholastikos var en romersk översättare av grekisk patristisk litteratur till latin, som levde och verkade på 500-talet.
Epiphanios Scholastikos var till yrket rättslärd. Jämte sin vän Cassiodorus kompilerade han ur kyrkohistorikerna Sokrates’, Sozomenos’ och Theodoretos’ skrifter Historiae Ecclesiasticae Tripartitae Epitome, medeltidens kyrkohistoriska handbok. Han översatte också kommentarer till verk av Didymus den blinde, Salomos vishet, och till verk av Epiphanius av Salamis. Dessutom sammanställde han Codex Encyclicus med diverse brev till påve Leo I angående konciliet i Chalkedon och frågan om monofysiterna.